# Rumpparlamentet
Rumpparlamentet (en. rump: ende, 'rumpe') døbte folkevittigheden den rest af det lange parlament – sammenkaldt november 1640 af Karl 1. for at få bevillinger til at finansiere undertrykkelsen af oprør i Skotland – som blev siddende sammen, efter at oberst Thomas Pride 6. december 1648 havde udjaget alle kongeligsindede medlemmer. Det var "den del af parlamentet, som sad".
Rumpparlamentet (eller "rest-parlamentet") blev snart forhadt på grund af vilkårlighed og bestikkelighed. Oliver Cromwell, som selv havde sæde i det lange parlament, tvang det til opløsning d. 20. april 1653 med ordene: "I har siddet her for længe uden at gøre nogen noget godt. Drag bort, siger jeg, og lad os blive jer kvit. I Guds navn, gå!"
1659 indkaldtes det igen, men opløstes endelig af general George Monck i marts 1660 ved monarkiets genrejsning under Karl 2.

## Tyskland 1848
Samme betegnelse fik de tyske radikale medlemmer, der efter sprængningen af Frankfurter Nationalversammlung holdt møde i Stuttgart 5.-18. juni 1848.